# معركة مأرب
معركة مأرب هي حملة عسكرية تشنها جماعة الحوثيين منذ يوليو 2020 للسيطرة على محافظة مأرب، معقل الحكومة اليمنية المُعترف بها دوليًا،  ويتم الهجوم من ثلاثة محاور رئيسية الأول من محافظة الجوف، والثاني من جهة الجنوب غرب في المديريات الحدودية مع محافظة البيضاء، والثالث جنوباً في صرواح وغرباً في مديرية نهم.
اشتد الصراع في فبراير ومارس 2021 حيث يقول محللون أن الأطراف المتصارعة تسعى لتحسين أوضاعها الميدانية قبل أي محادثات،  في ظل ضغوط إدارة الرئيس الأميركي جو بايدن للدفع باتجاه الحل السياسي وسحب دعمها للسعودية في اليمن، وحذف الحوثيين من القائمة السوداء للمنظمات الإرهابية.

## الأهمية
تُعتبر محافظة مأرب المحافظة الوحيدة التي تخضع غالبية مساحتها للحكومة الشرعية المُعترف بها دوليًا، وتشترك مع صنعاء في حدود إدارية طويلة تمتد عليها مواجهات مسلحة منذ 2015، خصوصًا في مديرية نهم ومديرية صرواح، وتضم مأرب مقر مركز القيادة والسيطرة للمنطقة العسكرية الثالثة، وفيها محطة مأرب الغازية لتوليد الكهرباء والتي كانت تمد العاصمة صنعاء وعدد من المحافظات بالطاقة الكهربائية، ويوجد فيها منابع النفط والغاز وحقول إنتاج وتصدير الغاز الطبيعي،  وطرق المواصلات البرية الدولية، وخلال السنوات الماضية انتعش النشاط التجاري فيها بشكل كبير مع هروب أصحاب الأعمال والتجار من مناطق النزاع وانتقالهم إلى مأرب.

## الخلفية
شهدت محافظة مأرب الواقعة في شمال شرق اليمن أولى معاركها في يناير 2015 بعدما استولى الحوثيون على صنعاء ووسعوا نفوذهم في مختلف مناطق البلاد حيث كانت القبائل المحلية تقف في وجه الحوثيين، وانشأت تجمعات قبلية تُسمى مطارح أشهرها مطارح «نخلا والسحيل» عام 2014 مع سيطرة الحوثيين على صنعاء، وقاتلت قبائل مأرب الحوثيين واستطاعت تحرير معظم أراضيها بدعم من التحالف العربي الذي تقوده السعودية في أكتوبر 2015 عدا بعض أجزاء مديرية صرواح الحدودية مع صنعاء، ومنذ ذلك الحين يشن الحوثيون هجمات بشكل متقطع على مأرب.

## الخط الزمني
تمكن الحوثيون من احراز تقدم عسكري في مديرية نهم شمال شرق صنعاء في أواخر يناير 2020، بعد أربع سنوات من تحرير القوات الحكومة اليمنية لها، واستطاعوا التوغل إلى محافظة الجوف في مارس 2020 التي تحد مأرب من الشمال، بعد أن تمكنوا من الوصول إلى مركز المحافظة «مدينة الحزم» والسيطرة على مديرية الغيل التي يوجد فيها بعض العائلات الهاشمية الموالِية للحوثيين،  مع استمرار المعارك في صرواح،  وفي 18 مارس 2020 أفادت أسوشيتد برس أن الاشتباكات في صرواح أسفرت عن مقتل 38 مقاتلاً من كلا الطرفين خلال 24 ساعة. ورحبت الحكومة الشرعية والحوثيون بدعوة الأمم المتحدة لوقف القتال في 25 مارس، وفي 28 مارس هاجمت جماعة الحوثيين معسكر كوفل في مديرية صرواح والذي يُعد آخر مركز دفاع للقوات الحكومية بين الحوثيين ومدينة مأرب.
في أبريل 2020 قالت القوات الحكومة أنها سيطرت على أجزاء واسعة من سلسلة جبال هيلان، بعد سيطرة الحوثيين عليها لخمسة أعوام، وهي سلسلة جبلية مُطلة على محافظة مأرب من الشمال الغربي، وتمتد على طول أكثر من 14 كيلومتر ويبلغ عرضها بين 5 إلى 8 كيلو متر.
في يونيو 2020 حقق الحوثيون تقدماً استراتيجيا في محافظة البيضاء والتي تحد مأرب من جهة جنوب غرب، واستطاعوا محاصرة محافظة مأرب من عِدة محاور الأول من الجوف، والثاني من جهة الجنوب غرب في المديريات الحدودية مع البيضاء، والثالث جنوباً في صرواح وغرباً في مديرية نهم.

## الوضع الإنساني
كانت مأرب تتمتع باستقرار نسبي منذ بدء الحرب الأهلية في 2015، وقدم إليها النازحون من مختلف مناطق النزاع خاصة المناطق التي تخوض معارك مسلحة ضد الحوثيين مثل حجور ومحافظة الجوف، وتضخّم سكان المحافظة من 300 ألف قبل الحرب إلى ثلاثة ملايين،  ويزيد أي تصعيد عسكري على هذه المدينة من مخاوف تشريد ملايين النازحين ويضعهم أمام مصير مجهول، خاصة بعد تزايد النزعة العنصرية ضد الشماليين في المناطق الجنوبية.
في مطلع 2020 كانت مدينة مأرب والمنطقة المحيطة بها تستضيف أكثر من 750 ألف نازح،  وقال صندوق الأمم المتحدة للسكان أن تصاعد القتال منذ منتصف يناير 2020 أدى إلى نزوح حوالي 40 ألف شخص على مدى شهرين، وأن حوالي 12 ألف شخص نزحوا في 1 مارس 2020 من محافظة الجوف عندما استولى الحوثيون على مدينة الحزم عاصمة المحافظة، وأن معظمهم فروا إلى مدينة مأرب وضواحيها بينما لجأ حوالي 5 آلاف منهم إلى مديرتي نهم وبني حشيش في محافظة صنعاء،  وأفاد «مشروع تقييم القدرات» أن آخرين فروا إلى الصحراء حيث لا تصل المساعدات الإنسانية.
في 8 مارس 2020 افتتحت المنظمة الدولية للهجرة أول مركز صحي في «مخيم الجفينة» في مأرب، وهو أكبر مخيم للنازحين في اليمن وتقيم فيه 5,000 عائلة.

## ردود الفعل
- الأمم المتحدة: طالب مبعوث الأمم المتحدة الخاص لليمن مارتن غريفيث الحوثيين بإنهاء هجومهم على مدينة مأرب وقال أنه يعرض ملايين المدنيين للخطر.[17]

## وصلات خارجية
- "كسر حلقة صراع متجدد في اليمن". Crisis Group. مجموعة الأزمات الدولية. 24 يناير 2020. مؤرشف من الأصل في 2020-10-26. اطلع عليه بتاريخ 2021-03-05.
- خمس سنوات منذ عاصفة الحزم – تقرير اليمن، مارس/آذار 2020 مركز صنعاء للدراسات الاستراتيجية.